# إدوارد لوي
إدوارد لوي (بالإنجليزية: Edward Joseph Lowe) (و. 1825 – 1900 م) هو عالم نبات إنجليزي، كان عضوًا في الجمعية الملكية، توفي عن عمر يناهز 75 عاماً.

## جوائز
حصل على جوائز منها:
- زميل في الجمعية الملكية.